# Sobekhotep V
Sobekhotep V was een farao van de 13e dynastie uit de Egyptische oudheid.

## Biografie
Zoals veel van de heersers van de 13e dynastie is er weinig bekend van hem. Volgens de Turijnse koningslijst is hij de opvolger van Sobekhotep IV. Hij regeerde volgens het document maar 3 tot 4 jaar. Sobekhotep IV zou zijn vader kunnen zijn, deze had ook een zoon genaamd Sobekhotep. Sobekhotep is bekend van een beeld gevonden te Kerma en van verschillende scarabee-zegels.